# Shanghai Diamond League 2024
Shanghai Diamond League 2024, właśc. Yangtze Delta Athletics Diamond Gala 2024 – 16. edycja międzynarodowego mityngu lekkoatletycznego, który odbył się 27 kwietnia 2024 roku na Suzhou Olympic Sports Centre w Suzhou. Zawody były drugą odsłoną znajdującej się w kalendarzu Diamentowej Ligi, cyklu najbardziej prestiżowych mityngów lekkoatletycznych, organizowanych pod egidą World Athletics w sezonie 2024.
Zawody zostały przeniesione z Szanghaju ze względu na remont stadionu.

## Program mityngu
Źródło: swisstiming.com.
| Godzina | Konkurencja                |
| ------- | -------------------------- |
| 18:31   | Skok o tyczce              |
| 18:35   | Skok wzwyż                 |
| 19:18   | Bieg na 100 m              |
| 19:39   | Skok w dal                 |
| 20:00   | Bieg na 800 m              |
| 20:27   | Bieg na 5000 m             |
| 20:53   | Bieg na 110 m przez płotki |

| Godzina | Konkurencja                   |
| ------- | ----------------------------- |
| 17:32   | Rzut dyskiem                  |
| 17:45   | Skok w dal                    |
| 18:20   | Pchnięcie kulą                |
| 18:29   | Bieg na 5000 m                |
| 19:04   | Bieg na 400 m                 |
| 19:16   | Rzut oszczepem                |
| 19:28   | Bieg na 3000 m z przeszkodami |
| 19:49   | Bieg na 100 m przez płotki    |
| 20:14   | Bieg na 200 m                 |

## Wyniki
| WL – najlepszy wynik na listach światowych w sezonie \| NR – rekord kraju \| PB – rekord życiowy \| SB – najlepszy wynik w sezonie \| MR – rekord mityngu |

### Mężczyźni
| Konkurencja                | 1. miejsce       | Rezultat       | 2. miejsce                 | Rezultat     | 3. miejsce       | Rezultat    |
| Bieg na 100 m              | Akani Simbine    | 10,01 =SB      | Christian Coleman          | 10,04 SB     | Fred Kerley      | 10,11       |
| Bieg na 800 m              | Slimane Moula    | 1:44,55 SB     | Wycliffe Kinyamal          | 1:44,88      | Clayton Murphy   | 1:45,18 SB  |
| Bieg na 5000 m             | Selemon Barega   | 12:55,68 MR SB | Biniam Mehary              | 12:56,37 SB  | Benson Kiplangat | 12:58,78 PB |
| Bieg na 110 m przez płotki | Daniel Roberts   | 13,12          | Shunsuke Izumiya           | 13,23        | Hansle Parchment | 13,26 SB    |
| Skok wzwyż                 | Hamish Kerr      | 2,31           | Mutazz Isa Barszim         | 2,29 SB      | Vernon Turner    | 2,27 SB     |
| Skok o tyczce              | Armand Duplantis | 6,00 MR        | Ben Broeders Sam Kendricks | 5,82 SB 5,82 | –                | –           |
| Skok w dal                 | Marquis Dendy    | 8,05 =SB       | Wang Jianan                | 8,04 SB      | Shi Yuhao        | 7,99        |

### Kobiety
| Konkurencja                   | 1. miejsce            | Rezultat       | 2. miejsce       | Rezultat    | 3. miejsce            | Rezultat    |
| Bieg na 200 m                 | Daryll Neita          | 22,62 SB       | Anavia Battle    | 22,99       | Sha’Carri Richardson  | 23,11       |
| Bieg na 400 m                 | Marileidy Paulino     | 50,89          | Talitha Diggs    | 51,77       | Sada Williams         | 52,00       |
| Bieg na 5000 m                | Mekedes Alemeshete    | 14:36,70 WL PB | Ayal Dagnachew   | 14:36,86 PB | Letesenbet Gidey      | 14:37,13 SB |
| Bieg na 100 m przez płotki    | Jasmine Camacho-Quinn | 12,63          | Devynne Charlton | 12,64       | Danielle Williams     | 12,74       |
| Bieg na 3000 m z przeszkodami | Beatrice Chepkoech    | 9:07,36        | Peruth Chemutai  | 9:15,46     | Gesa Felicitas Krause | 9:16,24 EL  |
| Skok w dal                    | Marthe Koala          | 6,68 SB        | Quanesha Burks   | 6,59        | Milica Gardašević     | 6,52        |
| Pchnięcie kulą                | Chase Jackson         | 20,03 SB       | Sarah Mitton     | 19,86       | Song Jiayuan          | 19,83 SB    |
| Rzut dyskiem                  | Valarie Allman        | 69,86 SB       | Feng Bin         | 67,11 SB    | Yaimé Pérez           | 65,59       |
| Rzut oszczepem                | Haruka Kitaguchi      | 62,97 SB       | Mackenzie Little | 62,12 SB    | Flor Ruíz             | 60,70 SB    |